# Campionato europeo femminile di pallacanestro Under-18 2018
Il Campionato europeo femminile di pallacanestro Under-18 2018 (noto anche come FIBA EuroBasket Women Under-18 2018) si è svolto in Italia, a Udine.

## Classifica finale
| Campione d'Europa | Campione d'Europa    | Campione d'Europa |
| ----------------- | -------------------- | ----------------- |
| Germania          |                      |                   |
| Argento           | Spagna               |                   |
| Bronzo            | Ungheria             |                   |
| 4.                | Lettonia             |                   |
| 5.                | Belgio               |                   |
| 6.                | Rep. Ceca            |                   |
| 7.                | Francia              |                   |
| 8.                | Russia               |                   |
| 9.                | Croazia              |                   |
| 10.               | Italia               |                   |
| 11.               | Polonia              |                   |
| 12.               | Serbia               |                   |
| 13.               | Bosnia ed Erzegovina |                   |
| 14.               | Irlanda              |                   |
| 15.               | Svezia               |                   |
| 16.               | Slovenia             |                   |